# 오사키 레오
오사키 레오(일본어: 大﨑 玲央, 1991년 8월 7일 ~ )는 일본의 축구 선수이다.

## 구단 경력
그는 2016년부터 J리그의 요코하마 FC, 도쿠시마 보르티스, 비셀 고베에서 뛰었다.